# Blitz (Auto)
Blitz war eine deutsche Automobilmarke aus Bautzen. Nicht zu verwechseln ist diese Marke mit den von 1930 bis 1970 gebauten Lkws der Marke Opel Blitz.

## Unternehmensgeschichte
In den Jahren von 1911 bis 1915 wurden von den Gebrüdern Thomas Fahrzeuge hergestellt.